# Tour de Luxembourg 2006
La 66e édition du Tour de Luxembourg a lieu du 31 mai au 4 juin 2006. La course fait partie du calendrier UCI Europe Tour 2006 en catégorie 2.HC.

## Étapes
| Étape     | Date   | Villes étapes                  | type                        | Distance (km) | Vainqueur d'étape | Leader du classement général |
| --------- | ------ | ------------------------------ | --------------------------- | ------------- | ----------------- | ---------------------------- |
| Prologue  | 31 mai | Luxembourg – Luxembourg        | contre-la-montre individuel | 2,633         | Kim Kirchen       | Kim Kirchen                  |
| 1re étape | 1 juin | Luxembourg – Mondorf-les-Bains | étape vallonnée             | 168,8         | Allan Johansen    | Kim Kirchen                  |
| 2e étape  | 2 juin | Schifflange – Differdange      | étape vallonnée             | 1 832         | Paul Martens      | Marco Serpellini             |
| 3e étape  | 3 juin | Wiltz – Diekirch               | étape vallonnée             | 175,1         | Jonas Ljungblad   | Christian Vande Velde        |
| 4e étape  | 4 juin | Mersch – Luxembourg            | étape vallonnée             | 149,4         | Stefano Garzelli  | Christian Vande Velde        |

## Classements finals
| \| Classement général \| Classement général \| Classement général \| Classement général \| Classement général \| \| Coureur \| Coureur \| Pays \| Équipe \| Temps \| \| ------------------ \| --------------------- \| ------------------ \| ----------------------- \| ------------------ \| \| 1er \| Christian Vande Velde \| États-Unis \| CSC \| 16 h 39 min 49 s \| \| 2e \| Tomasz Brożyna \| Pologne \| Intel-Action \| + 10 s \| \| 3e \| Allan Johansen \| Danemark \| CSC \| + 24 s \| \| 4e \| Jonas Ljungblad \| Suède \| Unibet.com \| + 26 s \| \| 5e \| Juan Antonio Flecha \| Espagne \| Rabobank \| + 34 s \| \| 6e \| Bert De Waele \| Belgique \| Landbouwkrediet-Colnago \| + 44 s \| \| 7e \| Johan Coenen \| Belgique \| Unibet.com \| + 48 s \| \| 8e \| Cyril Lemoine \| France \| Crédit Agricole \| + 50 s \| \| 9e \| Eros Capecchi \| Italie \| Liquigas \| + 1 min 07 s \| \| 10e \| Roy Sentjens \| Belgique \| Rabobank \| + 1 min 32 s \| |                       |            |                         |                  |
| |                       |            |                         |                  |
| |                       |            |                         |                  |
| Classement général |                       |            |                         |                  |
| Coureur | Coureur               | Pays       | Équipe                  | Temps            |
| 1er | Christian Vande Velde | États-Unis | CSC                     | 16 h 39 min 49 s |
| 2e | Tomasz Brożyna        | Pologne    | Intel-Action            | + 10 s           |
| 3e | Allan Johansen        | Danemark   | CSC                     | + 24 s           |
| 4e | Jonas Ljungblad       | Suède      | Unibet.com              | + 26 s           |
| 5e | Juan Antonio Flecha   | Espagne    | Rabobank                | + 34 s           |
| 6e | Bert De Waele         | Belgique   | Landbouwkrediet-Colnago | + 44 s           |
| 7e | Johan Coenen          | Belgique   | Unibet.com              | + 48 s           |
| 8e | Cyril Lemoine         | France     | Crédit Agricole         | + 50 s           |
| 9e | Eros Capecchi         | Italie     | Liquigas                | + 1 min 07 s     |
| 10e | Roy Sentjens          | Belgique   | Rabobank                | + 1 min 32 s     |